# Serra da Saudade
Serra da Saudade est une municipalité brésilienne de l’État de Minas Gerais. Elle appartient à la mésorégion Central Mineira et à la microrégion de Bom Despacho.
Selon les estimations de l’IBGE, calculées pour le 1er juin 2015, c’est la municipalité la moins peuplée du Brésil avec 815 habitants, la seconde moins habitée est la municipalité de Borá de São Paulo avec 836 habitants.
Considérée comme la “petite princesse” du centre-Ouest de Minas Gerais, Serra da Saudade est connue  pour les beautés naturelles de ses belles montagnes qui enchantent les touristes, le rio Indaiá (pt), un des principaux affluents du rio São Francisco et  des patrimoines culturels comme l’ancienne gare de la Barra de Funchal située près du rio Indaiá, les tunnels à quatre kilomètres de la cité  et l’ancienne station Melo Viana localisée au centre de la cité tous deux désactivés depuis longtemps, sont classés et font partie de l’histoire de la municipalité.
Serra da Saudade possède deux quartiers : São Geraldo et le Centre. La municipalité possède une école municipale, un poste de santé, un parc d’exposition de foire et évènements, une crèche, un centre de fitness, une place de sport, un gymnase omnisports et dispose d’un réseau wifi gratuit dans les places de lazer pour la population. La cité fut émancipée en 1963 de la municipalité de Dores do Indaiá. La fête du Pion et la Fête de Notre Dame du Rosaire sont les événements les plus traditionnels de la cité et de la région.
Aux élections de 2014, Serra da Saudade enregistra 697 votes valables pour 815 habitants

## Histoire[4]
Quand les rails du chemin de fer Belo Horizonte à Paracatu, s’approchèrent du pied de la Serra da Saudade, il y avait, en plus de petites propriétés, deux grandes fazendas: la fazenda du Ranch et la fazenda de la Serra da Saudade.
La fazenda du Ranch de propriété de Pedro Félix, reçu ce nom à cause du ranch qui abritait les voyageurs et les tropeiros qui y passaient la nuit, pour le jour suivant traverser la serra. La fazenda Serra da Saudade, avait comme propriétaire , à cette époque, au XVIIIe siècle, Miguel de Furtado Mendonça, 
La construction du chemin de fer Belo Horizonte à Paracatu et la construction de Brasília, dont l'accès le plus court était de passer par la serra, firent progresser la région et d’autres habitants se groupèrent autour des fazendas jusqu’à former une agglomération qui reçut le nom  de Ranch des Voituriers
En 1882, la fazenda de Serra da Saudade, avec 1.925 hectares, fut divisée entre plusieurs héritiers. José Lopes Rodrigues Júnior reçut la plus grande partie. Il vendit ses terres à deux associés José Calixto Assunção et Joaquim Elias Pereira, qui l’achetèrent avec tous ses aménagements pour 70 Contos do Réis. Plus tard, José Calixto Assunção racheta la part de son associé et, à sa mort, laissa tous ses biens à sa fille unique Maria Praxedes Assunção.
Le 28 décembre 1922, commença la construction du tronçon du chemin de fer qui relie Dores do Indaiá à la Serra da Saudade, dont la destination finale serait Paracatu. La fazenda du Ranch appartenait déjà à José Zacarias Machado qui donna deux alqueires de terre pour construire la gare, mais, en échange, celle-ci devrait s’appeler Gare Melo Viana.
La gare fut inaugurée le 22 juin 1925 et autour d'elle, surgirent les premières maison des employés du chemin de fer et aussi d’envahisseurs de terres.
Ce fut aussi vers 1925 que Dona Maria Praxedes Assunção donna un alqueire pour la construction de l’Église Nossa Senhora do Carmo. Avec la vente d’autres lots qui appartenaient à sa fazenda, on construit d’autres maisons. Apparaissaient aussi des petites industries comme la fabrique de farine de maïs et de machines à améliorer le riz. Et il se forma des nouvelles rues près de la gare.
La construction de la route de Belo Horizonte à Uberaba, traversant la place Melo Viana  compta avec la présence du Président Getúlio Vargas. Avec le progrès de la région, le peuplement augmenta et on installa de nouvelles maisons commerciales et des restaurants.
Avec la crise due à la Seconde Guerre mondiale, le rationnement du pétrole, les travaux de la route qui reliera  Belo Horizonte à Uberaba  furent paralysés et le chemin de fer continua à être une option pour les tropeiros qui devaient transporter des charges vers la région du Haut- Parnaíba
Mais, les années passant, le chemin de fer fut classé comme anti-économique et, en 1969, ses rails furent retirés.
Le 30 décembre 1962, la municipalité fut émancipée et ainsi ne fit plus partie de la municipalité de Dores do Indaiá et fut administrée par un délégué du  Sécretariat de l’Intérieur et de Justice. Le 30 août 1963, le premier préfet José Ribeiro da Silva entra en fonction.
La municipalité a servi de point d’arrêt pour les voyageurs qui transportaient du matériel pour la construction de Brasilia.